# Покровське (Красногородський район)
Покровське (рос. Покровское) — присілок в Красногородському районі Псковської області Російської Федерації.
Населення становить 268 осіб. Входить до складу муніципального утворення Погранична волость .

## Історія
Від 2015 року входить до складу муніципального утворення Погранична волость .

## Населення
| 2001 | 2002 | 2010 |
| ---- | ---- | ---- |
| 308  | ↘268 | ↘153 |